# Adam Podgórecki
Adam Podgórecki (ur. 16 grudnia 1925 w Krakowie, zm. 18 sierpnia 1998 w Ottawie) – polski socjolog prawa, profesor doktor habilitowany.

## Życiorys

### Dzieciństwo
Był synem Franciszka i Olgi z domu Godwug. Wychowany w rodzinie inteligenckiej pochodzenia szlacheckiego. Jego ojciec Franciszek był oficerem przedwojennego Wojska Polskiego.
Przed 1939 mieszkał i uczył się w Katowicach. Okres II wojny światowej wraz z matką spędził w Charzowicach (obecnie woj. świętokrzyskie), gdzie pomagał w majątku Ponińskich. Ojciec powołany do wojska w 1939 roku do zakończenia wojny przebywał poza granicami Polski. W trakcie okupacji w czasie II wojny światowej Podgórecki ukończył dwie klasy gimnazjum i dwie liceum  na tajnych kompletach. Uczęszczał też na prywatne seminarium prof. Pawłowskiego w Kazimierzy Wielkiej.
Działał w AK jako łącznik i kolporter ulotek oraz prasy podziemnej.
W 1945 roku zdał maturę przy II Liceum Ogólnokształcącym im. Króla Jana III Sobieskiego w Krakowie. Drugie źródło podaje, że zdał maturę w Kazimierzy Wielkiej.

### Studia i działalność naukowa
Studia prawnicze w latach 1945–1948 odbył na Uniwersytecie Jagiellońskim.  Podczas studiów należał do kręgu młodzieży akademickiej spotykającej się w kościele św. Floriana w Krakowie, gdzie zetknął się z ks. Karolem Wojtyłą. Należał do Towarzystwa Logofagów, krakowskiego związku młodzieży działającego w latach 1947-49 przy YMCA.
W 1951 roku obronił doktorat z prawa na UJ na podstawie rozprawy Związki zawodowe w rozwoju społeczeństwa angielskiego XIX w. W 1952 uzyskał na UJ magisterium socjologii za pracę Socjologia zakładu naukowego. W 1963 habilitował się pracą Charakterystyka nauk praktycznych w Instytucie Socjologii Uniwersytetu Warszawskiego.
W 1956 roku, po kilku latach pracy w terenie w zawodzie radcy prawnego, został przyjęty na aspiranturę do Katedry Logiki w Instytucie Filozoficznym Uniwersytetu Warszawskiego kierowanej przez prof. Tadeusza Kotarbińskiego. Od 1958 pracował jako adiunkt w Zakładzie Historii i Teorii Moralności prowadzonym przez prof. Marię Ossowską w Instytucie Socjologii UW.
W latach 1965–1967 był prodziekanem Wydziału Filozofii i Socjologii Uniwersytetu Warszawskiego. Od 1968 r. kierował Zespołem Badań Norm Społecznych i Patologii Społecznej Instytutu Socjologii Uniwersytetu Warszawskiego.
W 1972 roku uzyskał tytuł profesora nadzwyczajnego Uniwersytetu Warszawskiego i przeniósł się do nowo utworzonego interdyscyplinarnego Instytutu Profilaktyki Społecznej i Resocjalizacji (IPSiR), którego był pomysłodawcą i współorganizatorem. W IPSiR prowadził Zakład Socjologii Norm i Patologii Społecznej. Po trzech latach wskutek zarzutów o "prowadzenie działalności antypaństwowej”, jego zakład został zamknięty, prof. Adama Podgóreckiego przeniesiono do Instytutu Filozoficznego UW.
Usunięty wraz z gronem współpracowników z uczelni pod zarzutem „antypaństwowej działalności naukowej” w 1977 wyjechał z Polski. Był przez kilkanaście lat profesorem Uniwersytetu Carleton w Ottawie, gościnnie wykładał także na uniwersytetach w Chicago, Filadelfii, w Oxfordzie, na Stanford University i innych uczelniach. Członek Polskiego Towarzystwa Naukowego na Obczyźnie (od 1983).
W gronie jego uczniów na UW byli m.in. Andrzej Celiński (działacz „Solidarności”, potem polityk Unii Demokratycznej, Unii Wolności, SLD oraz SdPl), Andrzej Kojder (profesor UW, b. podsekretarz stanu w Kancelarii Prezydenta Wałęsy, b. przewodniczący Polskiego Towarzystwa Socjologicznego), profesorowie Kazimierz Frieske, Jacek Kurczewski, Jerzy Kwaśniewski („spadkobierca” katedry) oraz Andrzej Koraszewski (publicysta, współpracownik paryskiej Kultury, długoletni dziennikarz BBC).
Uważany jest za kontynuatora pracy naukowej Leona Petrażyckiego i Marii Ossowskiej.
Był autorem ponad 20 książek i kilkuset publikacji naukowych. Zajmował się teorią socjologii, metodologią socjotechniki, socjologią prawa i moralności, dewiacją społeczną, wiedzą o państwie. Wydał także około 50 tomów przypowieści fikcyjnego mędrca chińskiego Si-tiena.

## Upamiętnienia
W należącym do Uniwersytetu Warszawskiego Pałacu Zamoyskich znajduje się Sala im. prof. Adama Podgóreckiego.

## Nagroda im. Podgóreckiego
Dla uhonorowania znaczącego wkładu Adama Podgóreckiego w rozwój socjologii prawa oraz przyczynienia się do powstania Komitetu Badawczego Stowarzyszenia Socjologii Prawa ISA ustanowiono w 2004 r. doroczną Nagrodę im. Adama Podgóreckiego. Jest ona przyznawana za wybitne osiągnięcia w badaniach społeczno-prawnych.